# Don McLaren (Geschäftsmann)
Donald George McLaren (* 21. August 1933 in Epsom; † 5. November 2014 in Auckland) war ein neuseeländischer Geschäftsmann, der sich auf pharmazeutische Produkte für Pferde spezialisierte.

## Biografie
1933 im Auckland-Vorort Epsom geboren, gründete McLaren 1958 die Bomac Laboratories, ein Unternehmen für Tierarzneimittel. Das Unternehmen, das 154 Patente, 55 Erfindungen und 360 registrierte Produkte in Neuseeland besaß, wurde 2010 an das deutsche Unternehmen Bayer verkauft.
McLaren war auch in der Vollblut-Rennsportindustrie aktiv. Er gründete das Northfields-Gestüt in der Nähe von Karaka, war von 1980 bis 1999 Mitglied des Komitees des Auckland Racing Club, einschließlich einer Amtszeit als Präsident von 1995 bis 1999, und war Schirmherr der neuseeländischen "Racing Hall of Fame".
Er wurde 1999 in die neuseeländische Business Hall of Fame aufgenommen. Bei den Neujahrs-Ehrungen 2000 wurde McLaren zum Offizier des neuseeländischen Verdienstordens für Verdienste um die Tiergesundheitsindustrie und den Rennsport ernannt. Bei den Neujahrs-Ehrungen 2014 wurde er zum Companion desselben Ordens befördert. Im Jahr 2013 wurde ihm von der Massey University der Ehrendoktortitel DSc verliehen.
Er starb am 5. November 2014 in Auckland.